# 4337 Arecibo
4337 Arecibo (1985 GB) là một tiểu hành tinh nằm phía ngoài của vành đai chính được phát hiện ngày 14 tháng 4 năm 1985 bởi Ted Bowell ở Flagstaff.